# Fredericka Douglass Sprague Perry
Fredericka Douglass Sprague Perry (Rochester, 9 agosto 1872 – Kansas City, 23 ottobre 1943) è stata un'attivista e filantropa statunitense; Fredericka ha fondato la Colored Big Sister Home for Girls nel 1934 a Kansas City, Missouri. Con suo marito, John E. Perry, si impegnò per fornire una migliore assistenza sanitaria ai bambini afroamericani.

## Prima infanzia e istruzione
Nacque come Fredericka Douglass Sprague a Rochester, New York, il 9 agosto 1872, era la maggiore dei sette figli figlia di Rosetta Douglass Sprague e Nathan Sprague e nipote di Frederick Douglass. Frequentò la scuola pubblica a Washington, DC, e poi il Rochester Institute of Technology a Rochester, New York.

## Carriera
Nel 1906 si trasferì a Jefferson City, Missouri, dove insegnò economia domestica alla Lincoln University. Nel 1912 sposò il Dr. John Edward Perry, fondatore del Wheatley-Provident Hospital, precedentemente chiamato Perry Sanitarium, il primo ospedale privato per neri a Kansas City. Si trasferì a Kansas City per lavorare con il marito nell'ospedale.
Si impegnò nella National Association of Colored Women's Clubs. Era stata un'operatrice del tribunale minorile e si preoccupava in modo particolare di correggere il duro trattamento dei bambini adolescenti bisognosi di colore, che spesso venivano collocati in un istituto statale per delinquenti minorenni fino al raggiungimento della maggiore età. Nel 1923 avviò la formazione della Missouri State Association of Colored Girls, sponsorizzata dall'associazione delle donne anziane. Kansas City fu una delle prime città ad avere un gruppo del genere.
Nel 1934, con l'aiuto della Kansas City Federation of Colored Women's Club, fondò la Colored Big Sister Home for Girls. Fredericka è stata anche presidente della National Association of Colored Girls. Ha composto le parole della canzone di Stato “Show Me” e il motto “Learning As We Climb” per la Missouri State Association of Colored Girls.
Ha anche contribuito a fondare la Civic Protective Association in Kansas City, è stata fiduciaria dell'Associazione Storica e Memoriale di Frederick Douglass ed è stata membro della Memorial Association di John Brown.

## Vita privata
Nel 1912 sposò il Dr. John Edward Perry, con il quale ebbe un figlio. Perry morì il 23 ottobre 1943, presso il Wheatley-Provident Hospital di Kansas City, Missouri.

## Eredità
Il 25 luglio 2023 il Rochester Institute of Technology ha annunciato che avrebbe ribattezzato la Nathaniel Rochester Hall in memoria di Fredericka Douglass Sprague Perry.